# Hanno-Mîkolaiivka, Sofiivka
Hanno-Mîkolaiivka (în ucraineană Ганно-Миколаївка) este un sat în comuna Perșe Travnea din raionul Sofiivka, regiunea Dnipropetrovsk, Ucraina.

## Demografie
Componența lingvistică a localității Hanno-Mîkolaiivka
     Ucraineană (96,4%)
     Rusă (3,6%)
Conform recensământului din 2001, majoritatea populației localității Hanno-Mîkolaiivka era vorbitoare de ucraineană (96,4%), existând în minoritate și vorbitori de rusă (3,6%).